# Heksenwiel
Heksenwiel is een wijk in het noorden van Breda, gelegen naast de wijken Asterd en De Kroeten. Ze maakt deel uit van de Haagse Beemden. De woningen in de ruim opgezette wijk bestaan vooral uit laagbouw.
In winkelcentrum Heksenwiel zijn winkels zoals supermarkten van Albert Heijn en Jumbo, HEMA, Kruidvat, diverse kledingzaken, bloemenwinkel, slager, makelaars en een vestiging van de Bredaase openbare bibliotheek. Op woensdagmorgen is er weekmarkt.
Heksenwiel heeft een woonvoorziening voor ouderen met een verzorgingsdeel en aanleunwoningen.

## Galerij

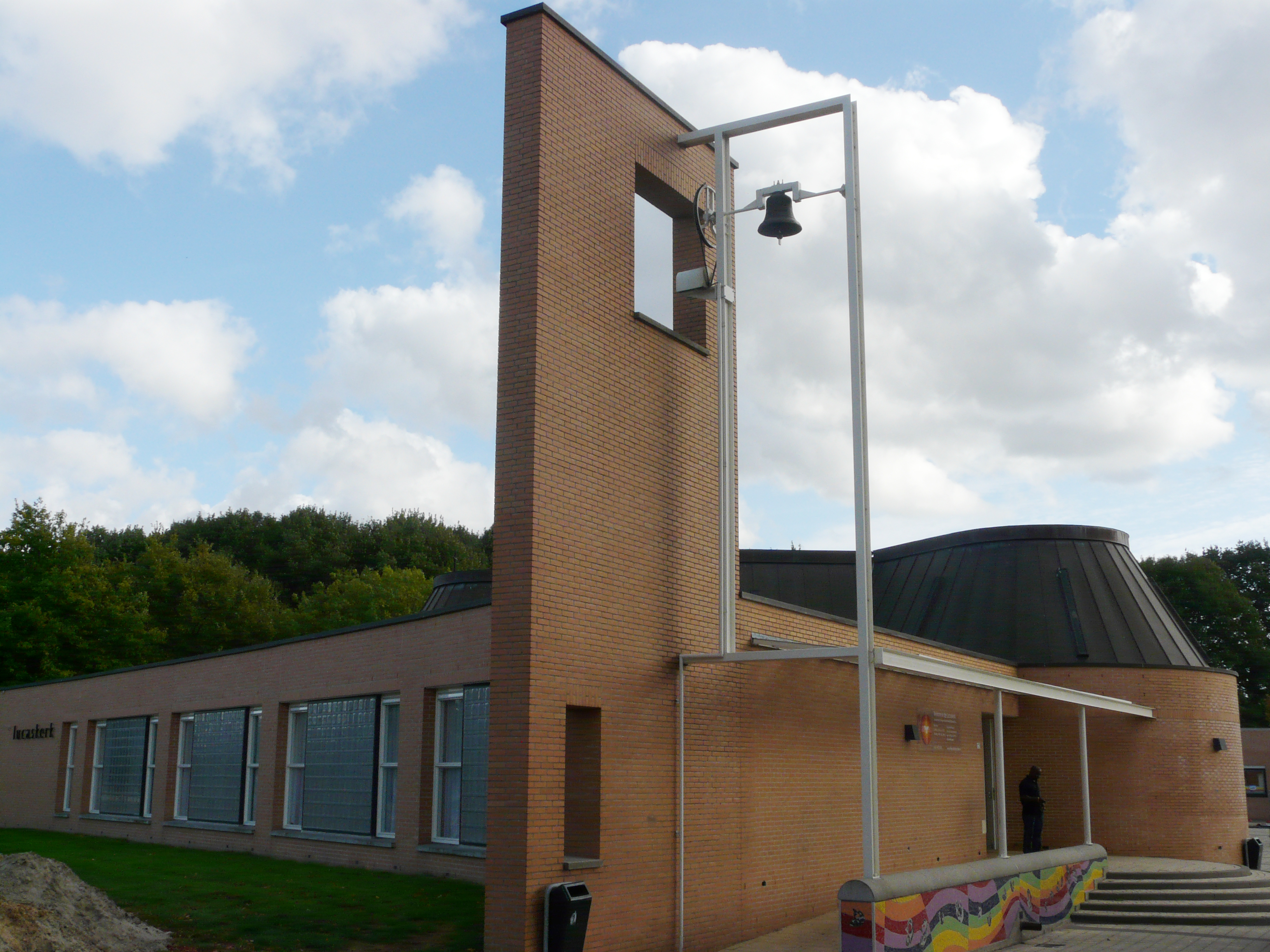
Lucaskerk
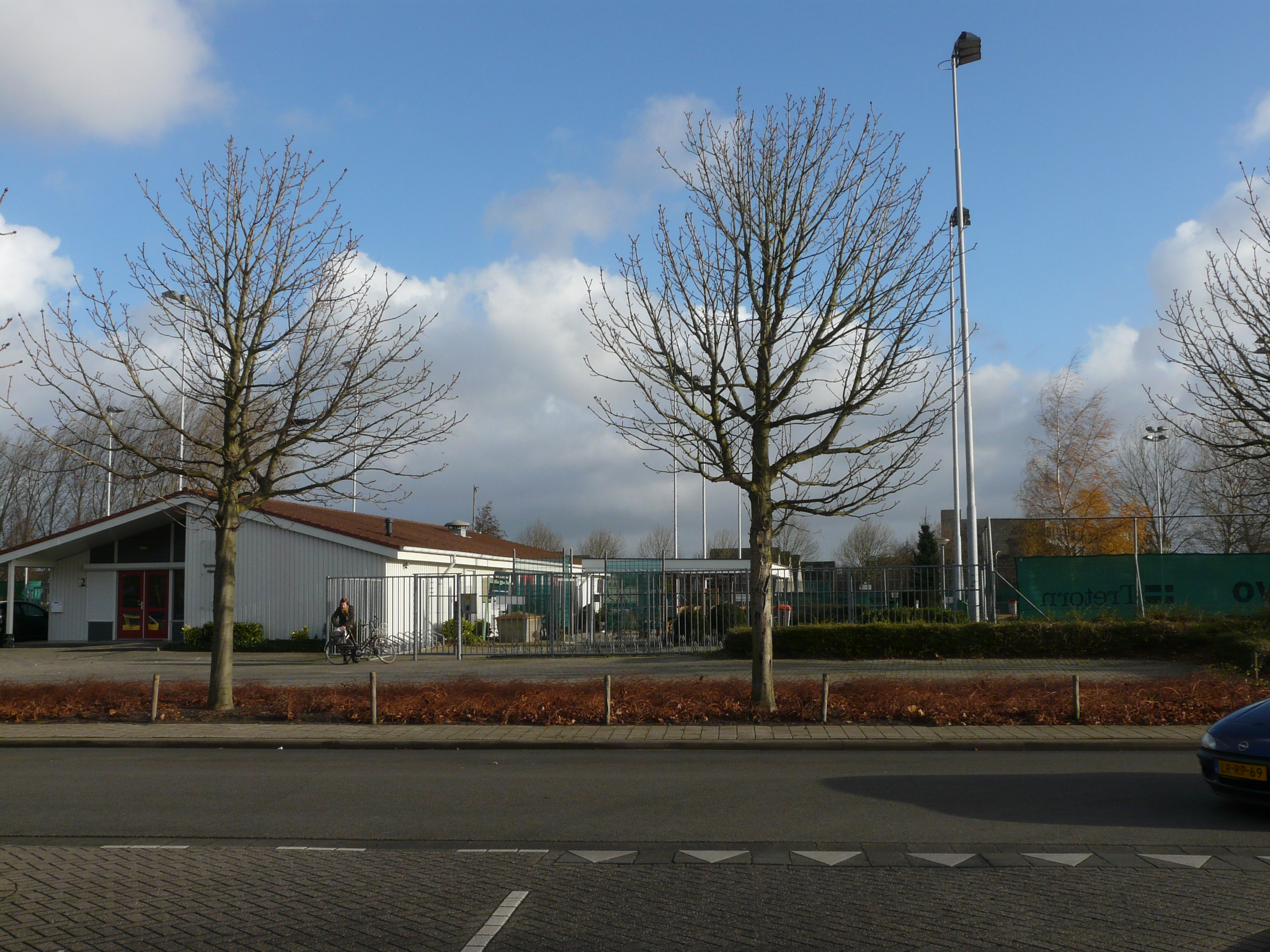
Tennisvereniging Heksenwiel
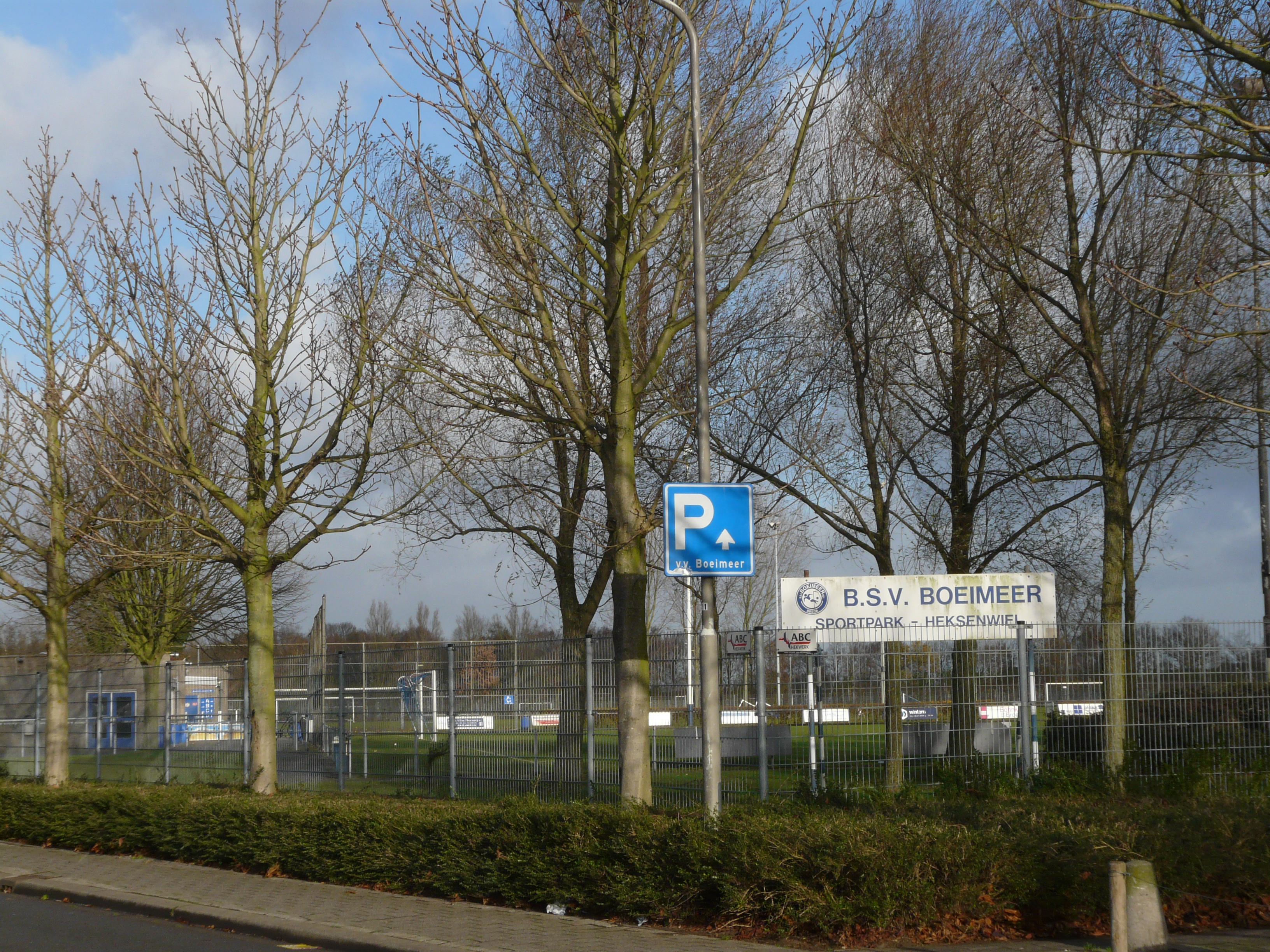
Voetbalvereniging Boeimeer
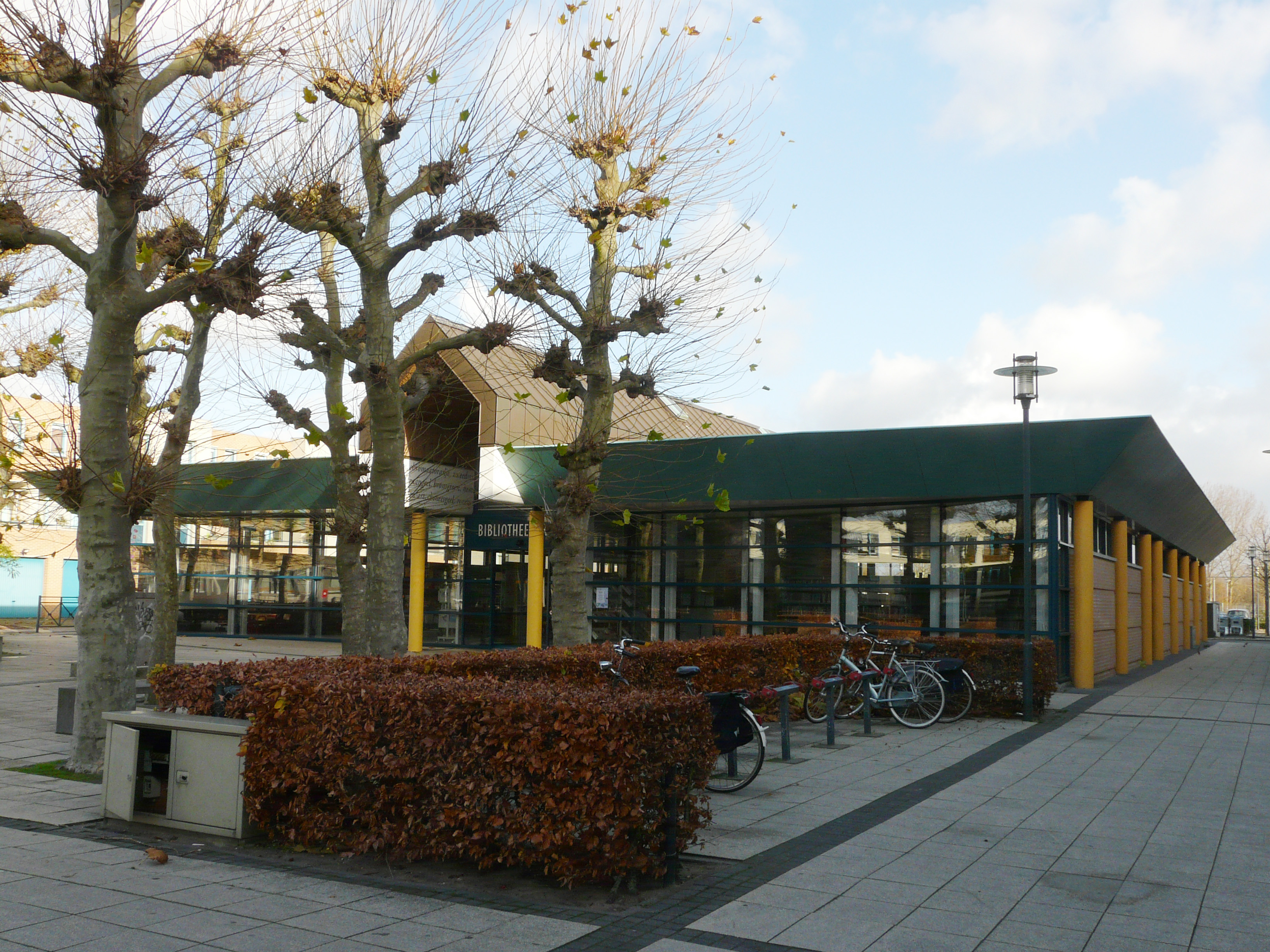
Bibliotheek Haagse Beemden
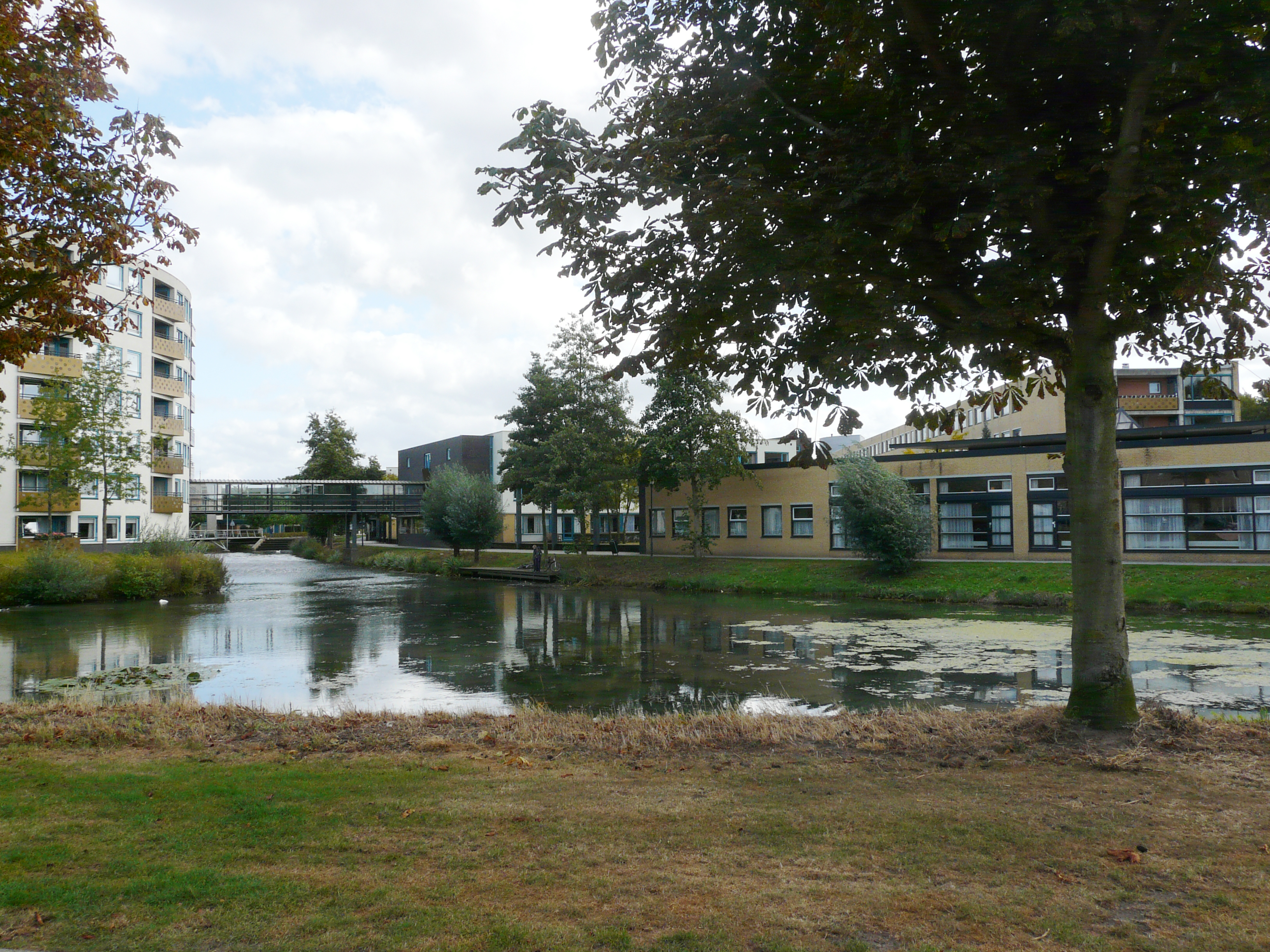
Woon-zorgcomplex Heksenwiel